# Нихон сёки
«Нихон сёки» (яп. 日本書紀, букв. «Японская летопись»), также «Нихонги» (日本紀 — «Японские лета́»), 720 год — один из древнейших письменных памятников Японии (наряду с «Кодзики» и «Фудоки»), часть «Риккокуси». В отличие от «Кодзики», где наряду с хронологическими записями о древнейших правителях Японии собраны мифы, сказания и песни о богах и сотворении мира, «Нихонги», начиная с третьей главы и вплоть до последней тридцатой, является подробным повествованием о жизни страны и генеалогии императоров, правивших Японией до 697 года н. э. В отличие от «Кодзики», «Нихонги» написан не на старояпонском, а на классическом китайском языке, что продиктовано дипломатической важностью этого документа и традициями официальной историографии Древней Японии. Продолжением «Нихонги» является «Сёку нихонги» («Продолжение анналов Японии»), охватывающее период с 697 по 791 годы.
«Нихон сёки» предлагает несколько вариантов одного сюжета, что делает хронику ценным источником, представляющим различные существовавшие мифологические комплексы.
Варианты названия хроники («Нихон сёки» — «Нихонги») объясняются особенностями японской истории и китайским влиянием. «Нихон сёки» буквально означает «Записи о династии Нихо́н». Это калька с названий многочисленных китайских хроник, которые писала каждая правящая династия. В Японии — скорее формально, чем фактически — династия не сменялась, поэтому «лишний» иероглиф был впоследствии изъят, а с озвончением название приобрело звучание «Нихонги».

## Издания
- Нихон сёки : Анналы Японии : в 2 т. / пер., комм. Л. М. Ермаковой, А. Н. Мещерякова. — СПб. : Гиперион, 1997. — (Литературные памятники древней Японии. IV).
  - Т. 1 : Свитки I—XVI. — 1997. — 494 с. — ISBN 5-89332-002-6.
  - Т. 2 : Свитки XVII—XXX. — 1997. — 426 с. — ISBN 5-89332-003-4.